# Парри, Джиллиан
Джиллиан Парри Фрай (англ. Jillian Parry Fry; род. 31 января, 1982 года) — американская модель, победительница конкурса красоты Юная мисс США 2000.

## Биография

### Конкурсы красоты
Участвовала в конкурсе красоты Юная мисс Пенсильвания.
В 2000 году, участвуя в Юная мисс США 2000, стала первой в выходе вечерних платьев и второй после Николь О’Брайн, представлявшая штат Техас в выходе купальных костюмов. Получила корону из рук предыдущей победительницы — Эшли Коулмэн, представительницы штата Делавэр.
В тот же год, победительницей Мисс США 2000 стала — Линнетт Коул из штата Теннесси, а Мисс Вселенная 2000 — Лара Дутта из Индии. Передала корону в руки победительницы 2001 года — Мариссы Уитли.

### После конкурса красоты
Окончила степень Доктора философии в Public Health с упором на Политику здравоохранения в Университете Джонса Хопкинса в 2012 году. После, получила степень магистра в области общественного здравоохранения в Университете Нью-Мексико в 2007 году и B.S. в области био-поведенческие здоровье в Университете штата Пенсильвания в 2004 году. В июне 2006 года, вышла замуж за Родерика Фрая, химик по образованию из города Кендалл. Сыграли свадьбу в Лангхорне.
Стала вегетарианкой в 2002 году и она является активным общественным учёным здравоохранения в области политики гигиены окружающей среды.

В настоящее время она проживает в городе Балтимор.